# Karibi csónakfarkú
A karibi csónakfarkú (Quiscalus lugubris) a madarak osztályának verébalakúak (Passeriformes) rendjébe, azon belül a csirögefélék (Icteridae) családjába tartozó faj.

## Rendszerezése
A fajt William John Swainson angol ornitológus írta le 1838-ban.

## Alfajai
- Quiscalus lugubris guadeloupensis (Lawrence, 1879) - Antigua és Barbuda, Saint-Barthélemy, Saint Kitts és Nevis, Montserrat, Guadeloupe, a Dominikai Közösség és Martinique
- Quiscalus lugubris inflexirostris (Swainson, 1838) - Saint Lucia
- Quiscalus lugubris contrusus (J. L. Peters, 1925) - Saint Vincent és a Grenadine-szigetek (csak a fősziget)
- Quiscalus lugubris luminosus (Lawrence, 1878) - - Saint Vincent és a Grenadine-szigetek (a Grenadine-szigetek) és Grenada, valamint a Los Testigos sziget (Venezuela északkeleti partvidéke mentén)
- Quiscalus lugubris fortirostris (Lawrence, 1868) - Barbados. Antigua, Barbuda és Saint Kitts szigetére betelepítették.
- Quiscalus lugubris orquillensis (Cory, 1909) - Los Hermanos sziget (Venezuela északkeleti partvidéke mentén)
- Quiscalus lugubris insularis (Richmond, 1896) - Margarita-sziget és Los Frailes sziget (Venezuela északkeleti partvidéke mentén)
- Quiscalus lugubris lugubris (Swainson, 1838) - Aruba, Trinidad és Tobago, valamint Dél-Amerika északi részén Brazília északi része, Guyana, Francia Guyana, Kolumbia, Suriname és Venezuela[2]

## Előfordulása
A Kis-Antillákkon, Antigua és Barbuda, Aruba, Barbados, a Dominikai Közösség, Grenada, Guadeloupe, Martinique, Montserrat, Saint-Barthélemy, Saint Kitts és Nevis, Saint Lucia, Saint Vincent és a Grenadine-szigetek, Trinidad és Tobago, valamint Dél-Amerika északi részén, Brazília, Guyana, Francia Guyana, Kolumbia, Suriname és Venezuela területén honos.
A természetes élőhelye tengerpartok és mangroveerdők, valamint vidéki kertek, legelők és városi környezet. Állandó, nem vonuló faj.

## Megjelenése
Testhossza 26 centiméter, testtömege 66-80 gramm. A hím tollazata fekete, a tojóé barnás.
|  |  |

## Életmódja
Mindenevő, ízeltlábúakkal, kisebb gerincesekkel, magvakkal és gyümölcsökkel táplálkozik.